# Cesargradska gora
Cesargradska gora – góra w Chorwacji, położona na obszarze Hrvatskiego zagorja. Najwyższy szczyt to Japica (509 m).

## Opis
Góra rozciąga się na kierunku wschód-zachód i ma długość 3,6 km. Od zachodu przylega do kanionu rzeki Sutli. Jest zbudowana m.in. z dolomitów, wapieni i margli. Jej wyższe partie są porośnięte przez lasy liściaste – w szczególności dębowo-bukowe. Na górze znajdują się ruiny średniowiecznej twierdzy Cesargrad. U podnóża znajdują się pola uprawne i winnice. Leży tam również miasto Klanjec.
W 2011 roku obszar Cesargradskiej gory został objęty ochroną przyrodniczą.